# Унітарна матриця
Квадратна матриця {\displaystyle \ U} з комплексними елементами називається унітарною, якщо
{\displaystyle \ U^{*}U=UU^{*}=I}
де
{\displaystyle \ U^{*}} — ермітово-спряжена матриця до матриці {\displaystyle \ U}
{\displaystyle \ I} — одинична матриця.
Унітарні матриці є частковим випадком нормальних матриць.
Унітарна матриця з дійсними елементами є ортогональною матрицею.

## Властивості
- {\displaystyle \ U^{-1}=U^{*}.}
- {\displaystyle \ U^{*}} також є унітарною.
- Добуток унітарних матриць є унітарною матрицею.
- {\displaystyle \ |\det {(U)}|=1.}
- Всі власні значення {\displaystyle \ U} по модулю рівні 1.
- Унітарні матриці рангу n із визначником рівним 1 утворюють спеціальну унітарну групу SU(n).
- Унітарна матриця зберігає довжину вектора {\displaystyle \ |Ux|=|x|.}

## Дивись також
- Теорія матриць
- Унітарний оператор
- Полярний розклад матриці